# KTM SX-F
Le SX-F della KTM sono motociclette da motocross con motore a quattro tempi, prodotte in diverse cilindrate.

## 250
Disponibile a partire dal 2005; il motore ha misure di alesaggio e corsa rispettivamente di 76 e 54,8 mm. La versione presentata alla fine del 2009 presenta delle modifiche soprattutto nel reparto sospensivo e in una nuova geometria del canotto di sterzo.

## 350
Portata nei campi di gara a partire dal 2010, venne messa a disposizione di tutti a partire dal 2011.

## 400
Prodotta a partire dal 2000 fino al 2002, con il motore nelle misure 89 x 64.

## 450
Prodotta a partire dal 2003 con il motore nelle misure 95 x 63,4, poi dal 2007 le misure sono passate a 97 x 60,8.